# Jackie Biskupski

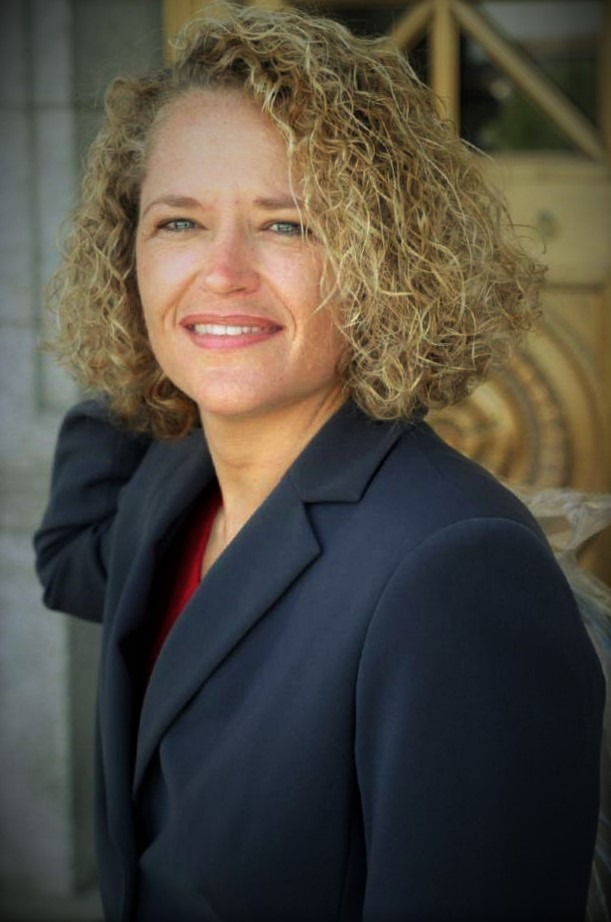
Jackie Biskupski (2015)

Jackie Biskupski (* 11. Januar 1966 in Hastings, Minnesota) ist eine US-amerikanische Politikerin. Sie war von 2016 bis 2020 Bürgermeisterin der Stadt Salt Lake City im Bundesstaat Utah.

## Leben
Nach ihrer Schulzeit studierte Biskupski an der Arizona State University Strafrecht. Nach dem Ende ihres Studiums war sie in der Autoversicherungsbranche tätig. Von Januar 1999 bis 2011 war sie als Nachfolgerin von Gene Davis Abgeordnete im Repräsentantenhaus von Utah für den 30. Wahlbezirk des Staates. Biskupski gehört der Demokratischen Partei an. Im Oktober 2015 wurde Biskupski zur Oberbürgermeisterin von Salt Lake City gewählt. Bei der Wahl im Jahr 2019 trat sie nicht mehr an, am 6. Januar 2020 wurde Biskupski von Erin Mendenhall abgelöst.
Jackie Biskupski lebt offen homosexuell in Salt Lake City.